# Monte Manico del Lume
Il Monte Manico del Lume è una montagna che si eleva a un'altitudine di 801 metri sul livello del mare.

## Caratteristiche
Il monte è il rilievo più alto del comune di Rapallo, ed è in parte compreso nei comuni di Cicagna e Tribogna. Le pendici sono a tratti coperte da cespuglieti o presentano strati calcarei spogli di vegetazione. La sua prominenza topografica è di 347 metri.

## Toponimo
Il nome della montagna viene fatto derivare dal latino lumectum, ovvero cespuglio.

## Accesso alla vetta
Il Monte Manico del Lume è una frequentata meta escursionistica anche per il vastissimo panorama che si gode dalla vetta. Si può raggiungere tramite vari sentieri segnalati dalla Federazione Italiana Escursionismo, ad esempio con partenza da Recco o da Rapallo..